# سازمان کوک
سازمان اطلاعاتی - امنیتی کوک، نهادی مخفی بود که به دستور محمدرضا پهلوی در سال ۱۳۳۱ و پیش از تشکیل ساواک، توسط سرلشکر حسن پاکروان و سپهبد حاج‌علی کیا به منظور ابزار کنترل ارتش به‌وجود آمد. به گفتهٔ عباس میلانی، مشی این سازمان شبه فراماسونری، ضدکمونیسم و وفاداری مطلق به شاه بود که در تمام نیروهای مسلح ایران عضو داشت.
به نوشتهٔ میلانی، مرکز کوک، خانه‌ای در خیابان اردیبهشت نزدیک دانشگاه تهران بود. مراسم تحلیف عضو جدید پس از طی مراحل معرفی از سوی عضو معتبر و تجسس در پیشینه‌اش در آن‌جا برگزار می‌شد؛ به گفتهٔ تیمسار حسن علوی‌کیا، اتاقی تاریک تزئین شده به یک جلد قرآن، تصویری از شاه و یک شمشیر در آن بود و اعضای جدید متنی را دایر بر وفاداری به شاه می‌خواندند.
خود سپهبد حاج‌علی کیا دلیل تشکیل این سازمان را تقویت دفاع کشور در برابر قدرتهای روز دنیا عنوان کرده است. وی ایران را کشوری توصیف کرده است که قدرتهای خارجی مثل سنگ آسیاب از دو جهت به آن فشار می‌آورند و حاکمان گاهی برای خلاصی از این فشار به قدرت خارجی دیگر روی می‌آورند، درحالی که به عقیده حاج‌علی کیا ایران باید برای مقابله با چنین فشاری از یک قدرت دفاعی که از درون کشور نشأت گرفته باشد کمک بگیرد؛ به همین علت سازمان کوک تشکیل شد. او تعداد اعضای این سازمان مخفی را یکصد و بیست هزار نفر اعلام کرده است که مستقیم زیر نظر شاه اداره می‌شده است و مدعیست این سازمان در ۲۸ مرداد و کشف سازمان نظامی حزب توده نقش مهمی در کمک به شاه داشته است.
سازمان کوک دارای ارتباطات اطلاعاتی ـ خبررسانی قدرتمندی بود که سراسر کشور را با مرکز و دربار پهلوی مربوط می‌ساخت و طی سال‌های بعدی که ساواک تأسیس شد و فعالیتش را آغاز کرد، سازمان کوک هم‌چنان فعالانه اقداماتش را تداوم بخشید و به نیروی اطلاعاتی ـ جاسوسی قابل اعتنایی تبدیل شد که فعالیت‌های آن اساساً موازی با فعالیت‌های اطلاعاتی ـ امنیتی ساواک انجام می‌گرفت و مراکز اطلاعاتی و پایگاه‌های خبررسانی آن به‌طور مستقل، اخبار و اطلاعات حوزه فعالیت خود را به مرکز گزارش می‌دادند.